# Aethomys namaquensis
Aethomys namaquensis — вид мишоподібних гризунів родини мишеві (Muridae). Вид поширений у Центральній Африці в таких країнах як Ангола, Ботсвана, Лесото, Малаві, Мозамбік, Намібія, Південно-Африканська Республіка, Есватіні, Замбія та Зімбабве. Мешкає у тропічних та субтропічних вологих лісах, вологих саванах, скелястих місцевостях, у міських поселеннях. Тіло сягає 80–147 мм завдовжки, хвіст — 107–197 мм, вага до 58 г. Самиця народжує 2-7 малят у березні-квітні.